# Trollius altaicus
Trollius altaicus är en ranunkelväxtart. Trollius altaicus ingår i släktet smörbollssläktet, och familjen ranunkelväxter.

## Underarter
Arten delas in i följande underarter:
- T. a. altaicus
- T. a. pulcher
- T. a. sachalinensis

## Bildgalleri

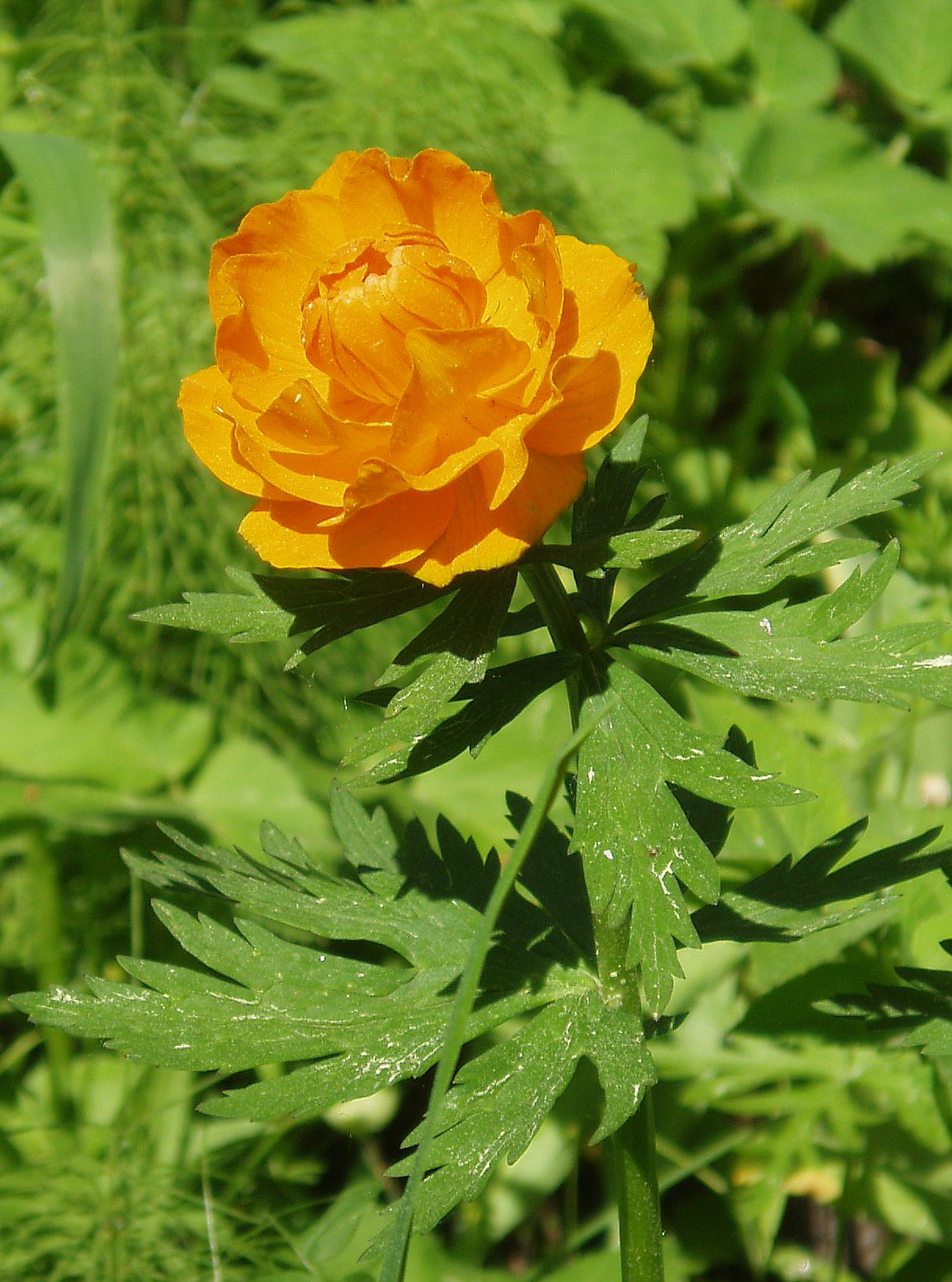
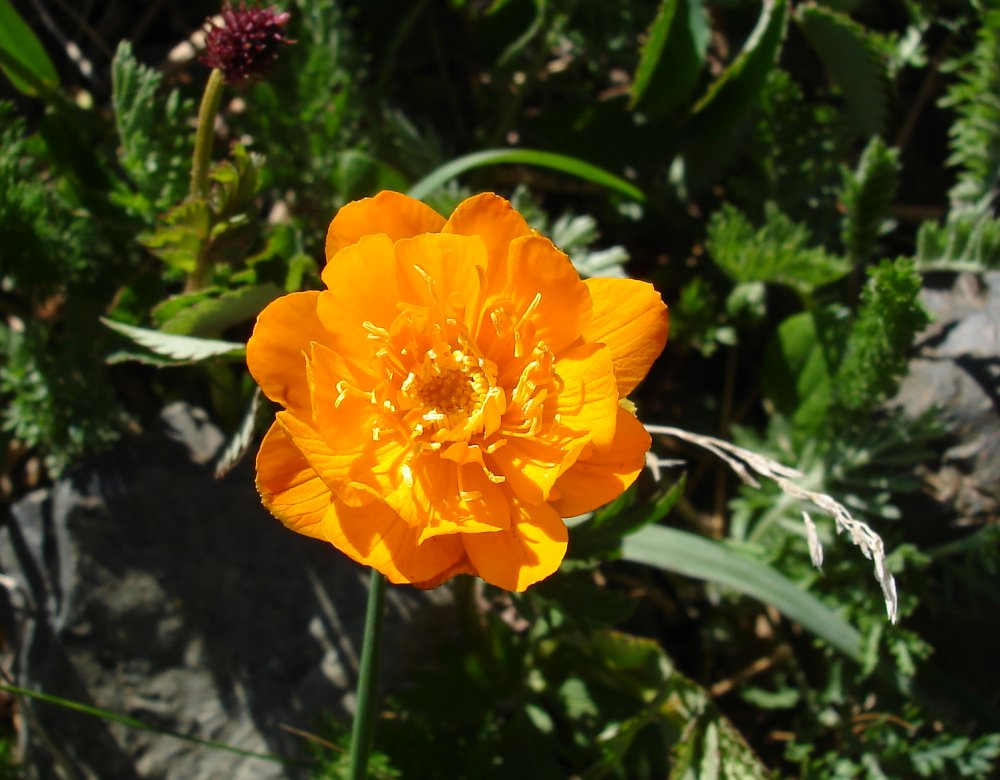